# Juan Rodríguez de Cisneros
Juan Rodríguez de Cisneros (m. después de 1354) fue un noble castellano, guarda mayor del rey, señor de Guardo, Castrillo, Villavega, Villabasta y Barajores. Hijo de Arias González, señor de Cisneros, y Mencía de Manzanedo, dama de Castellanos.
Casado con Mencía de Padilla, con quien tuvo a Ruy González de Cisneros, Teresa de Cisneros y Mencía de Cisneros, abuela de Íñigo López de Mendoza, primer marqués de Santillana.